# LDL受容体
LDL（低比重リポタンパク質）受容体ファミリーはLDLをはじめとする種々のリガンドの細胞内取り込み、あるいはシグナル伝達を司る多機能タンパク質である。ファミリーを構成する分子は10種類以上を数える。その働きは非常に重要かつ多様であり、一部を以下に列挙する。
1. リポ蛋白認識を介した脂質輸送の制御
2. シグナル伝達の制御（特に発生期や神経系）
3. タンパク質分解酵素あるいはその阻害剤など細胞外マトリックスの生体高分子の調節

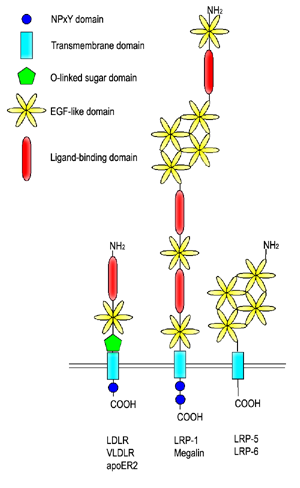
LDL受容体ファミリーの構造模式図

4. ビタミンやステロイドホルモンの輸送

## 構造
LDL受容体ファミリーは共通して以下の特徴的なドメインを持つ。その構造については、右図に模式図を示した。
- 細胞質内ドメイン（NPxY）

種々の細胞内タンパク質との結合部位で、シグナル伝達やエンドサイトーシス誘起を司るドメイン。
- 細胞膜ドメイン

LDL受容体ファミリーは1回膜貫通型受容体であり、1つの膜貫通ドメインを持つ。
- O-結合糖ドメイン

細胞膜ドメインに続くドメインで、細胞外ドメインの根元に位置する。
- EGF（上皮成長因子）前駆体相同ドメイン

EGF前駆体相同性ドメインとその両端にあるシステインリッチなEGFリピート、およびYWTDドメインからなる。EGF前駆体相同性ドメインは6翼からなるβ-プロペラ構造を形成し、エンドソームにおけるpH依存性のLDL放出に関与する。
- リガンド結合ドメイン

細胞外でリガンドと結合するドメイン。システインを6残基含む約40アミノ酸残基からなるドメインで、ジスルフィド結合により3次元構造を形成する。また、カルシウムイオンを含み、カルシウムにより構造が安定化しているとされる。また、それぞれ異なる部位でapoB-100（リピート2-7）とapoE（リピート5）を認識する。

## 機能
LDL受容体ファミリーは後生動物に広く存在している。これらの受容体は細胞内のコレステロール量により発現が調節されている。すなわち、細胞内のコレステロール量が過剰になると、細胞表面へのLDL受容体の発現は減少する。逆に、HMG-CoA還元酵素阻害剤などにより、細胞内のコレステロールが減少すると、HMG-CoA還元酵素とLDL受容体が増加する。LDLではapoB-100が分子認識に用いられ、他のVLDLやIDLではapoEが認識される。
LDL受容体（low density lipoprotein receptor：LDLR）はapoB-100あるいはapoEを認識し、コレステロールを含むリポ蛋白を循環血液中から肝臓へと輸送する。LDLRは、apoEの分子種の一つであるapoE2を認識しない。VLDL受容体（very low density lipoprotein receptor：VLDLR）およびapoE受容体2（apolipoprotein E receptor 2：apoER2）はそれぞれLDLRと相同性の高い分子でLDLRと同様にリポ蛋白の輸送を行うほか、発生期にシグナル伝達の調節を介して神経系の構築、維持、再生、修復に関与する。例えば、リガンドの一つであるReelinが受容体に結合すると、NPxYが細胞内のアダプター分子であるDab1（Disable-1）をリン酸化し、SrcファミリーあるいはPI3キナーゼカスケードを活性化する。
LRP-1（lipoprotein receptor related protein-1）およびメガリン（Megalin、LRP-2とも呼ばれる）はそれぞれ高い相同性を有する分子で、両分子ともLDLを肝臓や発生期にある胎児へと輸送すると共に、タンパク質分解酵素およびその阻害剤など細胞外マトリックスにある高分子を細胞内へと輸送する。また、LRP-1は、ApoEの他に、α2-マクログロブリン、プラスミノーゲンアクティベータ、プロテアーゼ-プロテアーゼ阻害剤複合体、リパーゼなどと結合し、それらの代謝を制御する。また、神経突起の成長に必要であり、PDGF（血小板由来成長因子）シグナルを調節する。一方、Megalinは様々なリガンドと結合し、特にキュブリン（cubilin）と共同して近位尿細管におけるペプチドの再吸収を司る重要なはたらきを有している。また、副甲状腺ホルモンシグナルの調節、ビタミンやステロイドホルモンの輸送、カルシウムの恒常性維持、発生期には前頭部の発生に関与している。
LRP-5およびLRP-6は共に典型的なリガンド結合部位を持たないため、一般にシグナル伝達の仲介を行い、自身単独ではエンドサイトーシスを誘起しないと考えられている。しかし、LRP-6は生物テロに用いられる炭疽菌毒素の取り込みの際、毒素の受容体であるATR（Anthrax toxin receptor）と共同して働き、毒素-受容体複合体のエンドサイトーシスを開始させるとされている。さらに、LRP-5がヘムとヘモペクシンの複合体を細胞内へ取り込んでいる受容体であると報告されている。